# Canal Buzeta
El canal Buzeta es una obra hidráulica ubicada en la Región de Coquimbo, Chile, que lleva agua de riego desde la ribera izquierda del río Choapa hasta los sectores de El Tambo, Tahuinco, Limáhuida, Los Loros y Las Cañas, con 473 usuarios y un área regada de 3720 hectáreas.
Tiene una longitud de 91 kilómetros y fluye en las comunas de Salamanca e Illapel.
El canal tiene las siguientes construcciones (obras):: 9 
| Obra           | Núm. de Obras |
| -------------- | ------------- |
| Aforador       | 5             |
| Alcantarilla   | 12            |
| Bocatoma       | 1             |
| Canoa          | 5             |
| Compuerta      | 290           |
| Marco partidor | 2             |
| Puente         | 11            |
| Sifón          | 2             |
| Túnel          | 3             |
| Vertedero      | 5             |
| Total          | 336           |

Los usuarios se organizan en la Comunidad de Aguas Canal Buzeta.